# Paro nacional agrario en Colombia de 2013
El Paro Nacional Agrario en Colombia 2013 tuvo como principales representantes al sector de campesinos y al gobierno de Colombia. La realidad se hizo evidente, a finales del mes de junio, con un cese de actividades a modo de protesta por parte de los guerrilleros, se debió inicialmente a una serie de diferencias en el sector agrario sobre los costos de insumos agrícolas, los precios de compra de productos para su exportación que no benefician al sector agrario colombiano, la prohibición por parte del gobierno nacional sobre el uso de semillas nacionales para los cultivos a cambio de la compra de semillas extranjeras especialmente las venidas de Estados Unidos, según lo contemplado en el Tratado de Libre Comercio (TLC) que se hizo con dicha nación, así como el rechazo del sector cafetero en el no pago de bonificaciones del producido que normalmente recibía por parte de la Federación Nacional de Cafeteros, dejando como resultado al menos 8 muertes, más de cuatrocientos heridos, al menos 512 detenidos y múltiples casos de violaciones a los derechos humanos, detenciones arbitrarias y desapariciones.

## Desarrollo de la problemática
El día lunes 19 de agosto de 2013, día en que inició el paro nacional, cuenta con la participación de las principales organizaciones campesinas, los mineros artesanales, los transportadores, los trabajadores de la salud y de la educación, los estudiantes, y con el respaldo de las centrales sindicales y de las organizaciones populares. En el paro participan en forma destacada los sectores cafeteros arroceros, paneleros, paperos, cacaoteros, productores de leche y de algodón, así como los ganaderos, junto a los sectores de la salud, los camioneros y los mineros artesanales (que desde hace un mes reclaman su regularización). En Colombia, 14 millones de campesinos viven en la pobreza, y más de un millón de familias campesinas carecen de tierras. En las movilizaciones se expresa además la protesta contra la privatización de los servicios de salud y de educación.
Se  registraron cinco grandes manifestaciones en Bogotá y en 30 de las 32 principales ciudades del país, entre ellas en los departamentos de Putumayo, Nariño, Cauca, Valle, Boyacá, Cundinamarca, Antioquia y Caquetá.
Se pidió llegar a un acuerdo con el gobierno por medio del diálogo, debido a que sus actividades se veían afectadas por el Tratado de Libre Comercio firmado en ese país, donde no se les permitía a los campesinos usar semillas de sus propios cultivos, pues debía conseguir las que vendían las multinacionales norteamericanas, que eran tratadas y de un solo uso. Esto afectó a la zona campesina y sus cultivos. El paro siguió extendiéndose sin recibir apoyo alguno del gobierno ni de los medios de comunicación. También hubo casos de abuso por parte de las autoridades del país. Sin embargo el presidente Juan Manuel Santos niega que exista crisis en el país. Ya para finales de agosto se han unido todos los campesinos del país y varios ciudadanos a las protestas.

### Exigencias de los manifestantes
Con base a lo mencionado, los protestantes exigen por medio de un pliego de peticiones lo siguiente:
1. Implementación de medidas y acciones frente a la crisis de la producción agropecuaria.
2. Acceso a la propiedad de la tierra.
3. Reconocimiento a la territorialidad campesina.
4. Participación efectiva de las comunidades y los mineros pequeños y tradicionales en la formulación y desarrollo de la política minera.
5. Adopción de medidas y se cumplan las garantías reales para el ejercicio de los derechos políticos de la población rural.
6. Se exige una inversión social en la población rural y urbana en educación, salud, vivienda, servicios públicos y vías.

## Departamentos participantes
Los siguientes Departamentos Colombianos implicados por las vías de hecho (bloqueos, manifestaciones violentas, etc), son:
- Antioquia
- Arauca
- Boyacá
- Caquetá
- Cauca
- Cundinamarca
- Eje Cafetero (Caldas, Risaralda y Quindío)
- Nariño
- Putumayo
- Valle del Cauca
- Tolima y Huila
- Meta y Guaviare

## Organizaciones convocantes
Decenas de organizaciones gremiales estuvieron convocando a manifestaciones en los meses anteriores al Paro nacional. Las principales organizaciones nacionales convocantes fueron:
- Mesa de Interlocución y Acuerdo -MÍA-
- Dignidad Agropecuaria
- Coordinador Nacional Agrario -CNA-
- Marcha Patriótica
- Congreso de Los Pueblos

Luego de terminado el paro nació la Cumbre Agraria Campesina Étnica y Popular, buscando articular los procesos y organizaciones. 